# Sultanaat Mataram
Mataram was een rijk in Indonesië dat zeshonderd jaar na de val van het oude hindoe-boeddhistische koninkrijk Mataram ontstond. Het gelijknamige nieuwe rijk, ook wel Mataram-Islam genoemd, werd gesticht door Panembahan Senapati (regeerde 1584-1601). Zijn kleinzoon Agung de Grote (regeerde 1613-1645) was de voorvader van een dynastie die over bijna heel Java zou regeren. Agung gebruikte de islamitische titel sultan.

## Geschiedenis

### Opkomst
Sultan Agung had aanvankelijk goede relaties met de Nederlanders van de VOC die in de vroege 17e eeuw aan zijn hof verbleven en was van plan met hen samen te werken om zo zijn macht over Java uit te breiden. Toen echter de Nederlanders het fort Jacatra (soms ook Jayakarta genoemd, het latere Batavia of Jakarta) innamen, stelde de sultan de VOC voor de keuze: ofwel men accepteerde zijn absolute gezag, ofwel men verliet Java onmiddellijk. Jan Pieterszoon Coen, niet onder de indruk, verhinderde in 1628 dat sultan Agung de stad in handen kreeg. Hoewel de sultan prestige verloren had, oefende hij nog veel macht uit in andere delen van Java en onder zijn leiding werd het koninkrijk van een duidelijke structuur voorzien. Hij bouwde een enorm paleis, de Karta (bij het huidige Yogyakarta), en luidde het gemengd Arabisch-Javaanse tijdperk in. De sultan werd na zijn dood begraven op de top van de Gunung Imagiri (Imogiriberg), waar tot op de dag van vandaag zijn opvolgers ook begraven worden.
Agung werd opgevolgd door Amangkurat, die de titel sultan inruilde voor de titel susuhunan, meestal afgekort tot sunan. Dit deed hij omdat hij in de islam een bedreiging zag voor zijn eigen sacrale macht. De invloed van moslimleiders werd door hem ingedamd en voortaan zou alleen hij het medium zijn tussen God en het volk. De sunan was volgens hem het middelpunt van de kosmos. Dit laatste kwam ook tot uiting in de opbouw van zijn paleis en het rijk eromheen. Het paleis van de sunan, het kraton was de binnenste cirkel, omringd door de edelen en ambtenaren in de hoofdstad. Daar weer omheen centrale regio van het rijk, de negoro-agung (of negara-agung). De buitenste cirkel ten slotte werd gevormd door de monconegoro (of mancanegara), de grensgebieden en de kustgebieden (pasisir).

### Neergang
Aan het eind van de heerschappij van Amangkurat I dreigde het nieuwe Mataram uit elkaar te vallen en de Nederlanders zagen hun kans schoon. Gedurende de gehele koloniale periode duurde het proces van Nederlandse interventie voort om uiteenlopende redenen toen Mataram intern verzwakte en verlamde door een reeks successiecrises en opstanden, waaronder de Trunajaya-opstand en de Javaanse successieoorlogen.
Door oorlogen en andere zaken was bijna elke sunan aan het begin van zijn heerschappij zo goed als bankroet. Hierdoor waren zij gedwongen de VOC om leningen te vragen. Verscheidene sunans werden zo aan de VOC gebonden. Bovendien riepen de sunans regelmatig de hulp in van de VOC in geval van intriges aan het hof. Toen in 1743 de VOC machtig genoeg dacht te zijn om de kustgebieden in handen te krijgen, werden zij fel tegengewerkt door een aantal prinsen aan het hof van sunan Pakubuwono II van Surakarta. De VOC zette echter door. Twee prinsen, prins Mangkubumi en zijn neef Mas Saïd (die al eerder tegen de VOC had gevochten), begonnen een guerrillaoorlog tegen de Nederlanders.
Op zijn sterfbed gaf sunan Pakubuwono II het hele Mataram-rijk over aan de VOC en verzocht hen zijn opvolger aan te wijzen. Het einde van de strijd leek nabij. Echter, hoewel het rijk officieel volgens contract zijn onafhankelijkheid verloor in 1749, bleek dat in werkelijkheid de VOC alleen macht had over de prins, niet over zijn volgelingen.

### Einde: opsplitsing in vorstenlanden
Toen de twee prinsen Mangkubumi en Mas Saïd met elkaar gebrouilleerd raakten, begon de VOC een verdeel-en-heerspolitiek. Ze sloten vrede met Mangkubumi en in ruil voor de "macht" over de helft van Mataram zou hij hen helpen in hun strijd tegen Mas Said. In 1755 werd Mangkubumi geïnstalleerd als Sultan van Yogyakarta. Twee jaar later, in 1757, gaf Mas Saïd zich gewonnen. Uit erkenning hiervoor werd hem de macht gegeven over een ander deel van Mataram en kreeg hij de titel Mangkunegara. Het rijk was inmiddels dus in drie vorstenlanden verdeeld en de sunan van Surakarta, nota bene door de Nederlanders aangesteld en ooit erg machtig, hield maar een klein stukje over van zijn oorspronkelijke rijk.
Inmiddels brak in Europa de Franse Revolutie uit. Daarna volgden de napoleontische oorlogen en de invloed hiervan was tot op Java te merken. In 1799 werd de VOC overgedragen aan de Staat der Nederlanden, toen een Frans protectoraat. Daendels, in de functie van generaal van Napoleon, werd naar Java gestuurd en nam de Centraal-Javaanse prinsen al hun macht af. Vanaf die tijd zou de macht zich in Batavia bevinden, een beleid dat de Engelse interim-regering na Napoleons val voortzetten. De sultan van Yogyakarta bleef opstandig en toen in 1812 een samenzwering aan het licht kwam, werd hij gestraft. Een klein deel van zijn territorium werd afgesplitst en kreeg de naam Pakualaman. Zo ontstonden er vier vorstenlanden:
- Yogyakarta
- Surakarta
- Mangkunegaran
- Pakualaman